# Mario Party 9
Mario Party 9 – japońska konsolowa gra z serii Mario Party wydana w 2012 roku przez Nintendo. Była pierwszą grą w serii, która była tworzona przez NDcube, a nie Hudson Soft, które zostało wchłonięte przez Konami w marcu 2012 roku.
Mario Party 9 była drugą i ostatnią grą z serii wydaną na Wii i jej następcami były Mario Party: Island Tour na 3DS wydana w 2013 roku oraz Mario Party 10 na Wii U wydana w 2015 roku.
7 czerwca 2011 roku gra została oficjalnie zaprezentowana na targach Electronic Entertainment Expo.